# NGC 6559
NGC 6559 est une région de formation d'étoiles montrant à la fois des nébuleuses en émission (région rouge) et par réflexion (région bleutée). NGC 6559 a été découverte en 1826 par l'astronome germano-britannique John Herschel. NGC 6559 est à environ 5000 années-lumière du système solaire.
Elle est voisine de la plus célèbre nébuleuse de la Lagune (Messier 8). En plus des régions d'émission, NGC 6559 renferme des grains de poussière constitués d'éléments lourds comme le carbone, le fer et le silicium qui réfléchissent la lumière bleutée des jeunes étoiles chaudes.

## Histoire
La position de NGC 6559 indiquée par Herschel est 18h 09m 58,0s et -24° 06′ 20″, un point situé à peu près à mi-chemin des deux étoiles brillantes près du centre de la nébuleuse par réflexion. Il a décrit la nébuleuse comme « très pâle, très grande, avec de petites extensions et une étoiles double ». Dans les observations de John Herschel, très grande correspond à des régions couvrant de 8 à 10 minutes d'arc. On doit donc conclure qu'il a non seulement observé la nébuleuse par rélexion, mais aussi l'arc rougeâtre de la nébuleuse en émission au nord-ouest de ces deux étoiles.

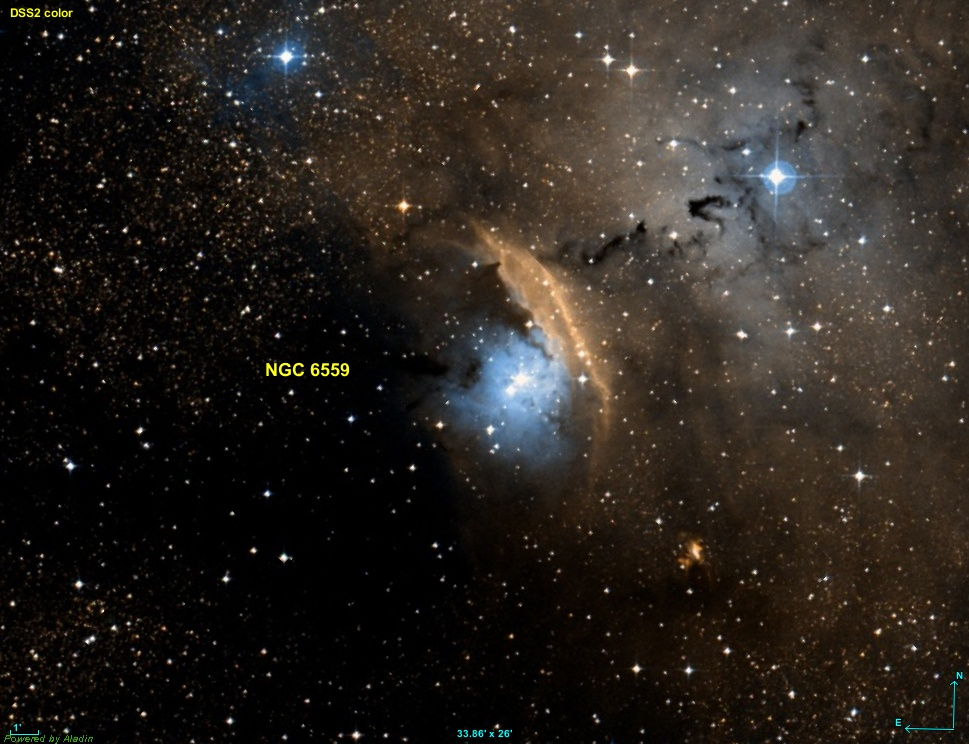
La nébuleuse en émission est située au nord-ouest de la nébuleuse bleutée par réflexion.